# Włochy na Zimowej Uniwersjadzie 2009
Włochy na Zimowej Uniwersjadzie 2009 w Harbinie - reprezentowało 33 zawodników.

## Medale

### Srebro
- Manuel Pescollderungg – narciarstwo alpejskie slalom

### Brąz
- Raffaella Brutto – snowboard cross

## Kadra

### Łyżwiarstwo figurowe
- Paolo Bacchini
- Stefano Caruso
- Valentina Marchei
- Isabella Pajardi

### Narciarstwo alpejskie
- Aldo Ballabio
- Carlotta Capello
- Lucia Capitani
- Stefanie Demetz
- Maria Camilla Fraschini
- Francesco Ghedina
- Eleonora Gusetti
- Eugenio Marsaglia
- Marc Perhatoner
- Manuel Pescollderungg
- Cesare Prati

### Biegi narciarskie
- Pierluigi Carra
- Michela Cozzini
- Virginia de Topranin
- Massimiliano Gioia
- Anna Julia Katherina
- Luca Orlandi
- Roberto Pizutto Glauco
- Stephanie Santer

### Skoki narciarskie
- Arrigo Della Mea

### Snowboard
- Rafaella Brutto
- Giovanna Costa
- Giulia Manfrini
- Luca Mateotti
- Jenissa Pellisier
- Federico Raimo
- Omar Visintin

### Narciarstwo dowolne
- Matteo Murer
- Diego Schmalzl